# Accord de libre-échange canado-américain
Pour les articles homonymes, voir ALE.
L'Accord de libre-échange canado-américain (ALÉ), conclu en octobre 1987 et ratifié le 2 janvier 1988, est un traité qui créa une zone de libre-échange des biens et des services entre le Canada et les États-Unis.
L'ALÉ fut supplanté par l'Accord de libre-échange nord-américain (ALÉNA) conclu entre les États-Unis, le Canada et le Mexique en 1992 et entré en vigueur le 1er janvier 1994.